# أندريا أرنولد
اندريا أرنولد (بالإنجليزية: Andrea Arnold) (و. 1961 – م) هي ممثلة، ومخرجة سينمائية، وكاتبة سيناريو، من المملكة المتحدة.

## جوائز وترشيحات
حصلت على جوائز منها:
- جائزة لجنة التحكيم (مهرجان كان)، عن عمل: فاتنة أمريكية (2016)
- BAFTA Award for Outstanding British Film [الإنجليزية]‏، عن عمل: حوض سمك (2010)
- جائزة لجنة التحكيم (مهرجان كان)، عن عمل: حوض سمك (2009)
- BAFTA Award for Outstanding Debut by a British Writer, Director or Producer [الإنجليزية]‏، عن عمل: Red Road (film) [الإنجليزية]‏ (2007)
- جائزة ساثرلاند [الإنجليزية]‏، عن عمل: Red Road (film) [الإنجليزية]‏ (2006)
- جائزة لجنة التحكيم (مهرجان كان)، عن عمل: Red Road (film) [الإنجليزية]‏ (2006)
- جائزة الأوسكار لأفضل فيلم حي قصير، عن عمل: Wasp (2003 film) [الإنجليزية]‏
- نيشان الامبراطورية البريطانية من رتبة ضابط.

ترشحت لـ:
- BAFTA Award for Outstanding British Film [الإنجليزية]‏، عن عمل: حوض سمك (2010)
- British Independent Film Award for Best British Independent Film [الإنجليزية]‏، عن عمل: حوض سمك (2009)
- جائزة الفيلم الأوروبي لأفضل فيلم [الإنجليزية]‏، عن عمل: حوض سمك (2009)
- جائزة الفيلم الأوروبي لأفضل مخرج [الإنجليزية]‏، عن عمل: حوض سمك (2009)
- BAFTA Award for Outstanding Debut by a British Writer, Director or Producer [الإنجليزية]‏، عن عمل: Red Road (film) [الإنجليزية]‏ (2007)
- British Independent Film Award for Best British Independent Film [الإنجليزية]‏، عن عمل: Red Road (film) [الإنجليزية]‏ (2006)
- British Independent Film Award for Best British Short Film [الإنجليزية]‏، عن عمل: Wasp (2003 film) [الإنجليزية]‏ (2004)
- جائزة الأوسكار لأفضل فيلم حي قصير، عن عمل: Wasp (2003 film) [الإنجليزية]‏.

## وصلات خارجية
- أندريا أرنولد على موقع IMDb (الإنجليزية)
- أندريا أرنولد على موقع قاعدة بيانات الأفلام العربية
- أندريا أرنولد على موقع ألو سيني (الفرنسية)
- أندريا أرنولد على موقع أول موفي (الإنجليزية)
- أندريا أرنولد على موقع قاعدة بيانات الأفلام السويدية (السويدية)
- أندريا أرنولد على موقع قاعدة بيانات الفيلم (الإنجليزية)
- أندريا أرنولد على موقع كينوبويسك (الروسية)